# Kick Smit
Johannes Chrishostomos "Kick" Smit (Bloemendaal, 3 de novembre de 1911 - Haarlem, 1 de juliol de 1974) fou un futbolista neerlandès de la dècada de 1930 i entrenador.
Fou internacional per la selecció dels Països Baixos, amb la qual participà en la Copa del Món de futbol de 1934 i Copa del Món de futbol de 1938.
Un cop retirat fou entrenador a HFC Haarlem i AZ '54.